# دنيس فيسر
دنيس فيسر (بالإنجليزية: Dennis Visser)‏ هو لاعب اتحاد الرغبي جنوب أفريقي، ولد في 20 يناير 1993 في بينوني في جنوب أفريقيا.